# Pol'and'Rock Festival
Pol'and'Rock Festival (connu de 1995 à 2017 sous le nom polonais de Przystanek Woodstock, « station Woodstock ») est un des plus grands festivals en plein air d'Europe, se produisant annuellement depuis 1995 en Pologne. Après avoir plusieurs fois déménagé pendant les premières années, le festival se tient à partir de 2004 à Kostrzyn nad Odrą à la frontière allemande et depuis 2022, sur le terrain d'aviation de Czaplinek-Broczyno (pl) dans la voïvodie de Poméranie occidentale,.
De nombreux groupes de rock, punk, reggae, funk, metal, venant de Pologne comme du monde entier, figurent à chaque édition. Parmi les plus connus, on peut citer Dog Eat Dog, Papa Roach, The Prodigy, Die Toten Hosen, Killing Joke... Le nombre de festivaliers a chaque année régulièrement augmenté pour atteindre 700 000 en 2011, 550 000 en 2012 et 750 000 selon la police en 2014 . En 2000, alors que le festival prévu à Lębork a été annulé pour faute de permis, 1000 personnes sont venues quand même et ont organisé un pique-nique.
Il est organisé par le Wielka Orkiestra Świątecznej Pomocy (WOŚP ; Grand orchestre de charité de Noël), une des plus grandes ONG polonaises qui organise une gigantesque collecte de fonds - la Grande Finale - une fois par an en janvier pour la cause médicale. Le festival était à la base pensé comme remerciement aux nombreux bénévoles qui avait aidé à la collecte d'argent pour la Grande Finale. La Grande Finale finance donc à présent le festival qui a depuis nettement grossi.
L'entrée est gratuite, et il est interdit d'amener des drogues, de l'alcool, du matériel audiovisuel, du verre, des véhicules sur le site du festival. De la bière est vendue sur place pour être consommée dans des espaces réservés à cet effet. Les feux ou pétards sont rigoureusement interdits. La nudité est parfois pratiquée,. La sécurité est gérée par des bénévoles, « la patrouille de paix » (Pokojowy Patrol) qui est formé aux premiers secours par le WOŚP, la Croix-Rouge polonaise et la police locale.
Outre les deux scènes avec musiciens, d'autres animations ont lieu pendant le festival. Il y est par exemple possible de rencontrer des personnalités comme Lech Wałęsa, un ancien président polonais, des artistes, des journalistes, des musiciens, des acteurs et des figures religieuses comme Kesang Takla - le représentant du dalaï-lama en Europe du Nord. En 2009, pour le 40e anniversaire du premier Woodstock, son organisateur Michael Lang a été invité. La communauté Hare Krishna est aussi présente pour préparer de la nourriture indienne, organiser des classes de yoga, des cours de méditation ou des rencontres avec leurs gourous.

## Galerie

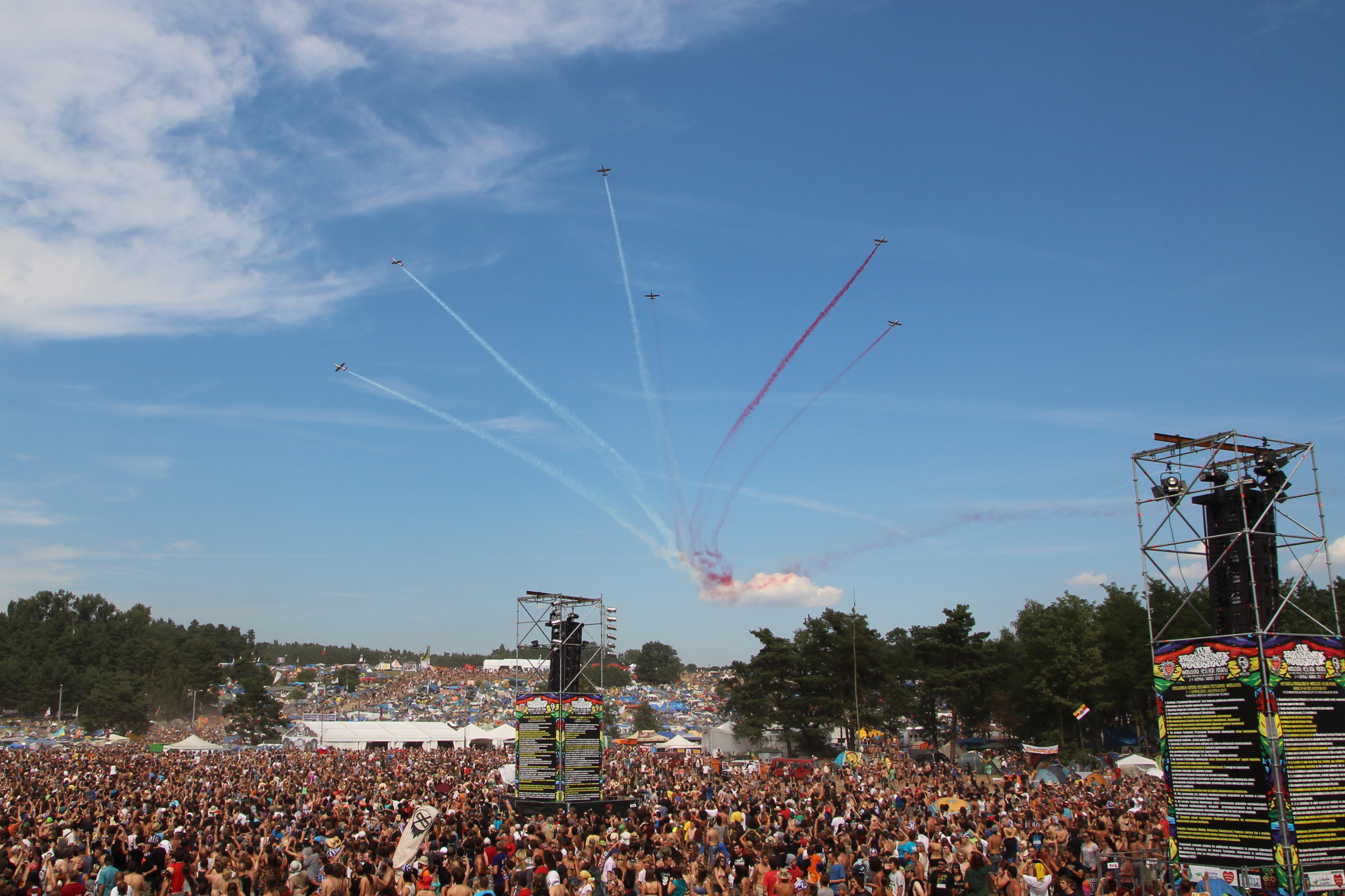
Ouverture du festival en 2012
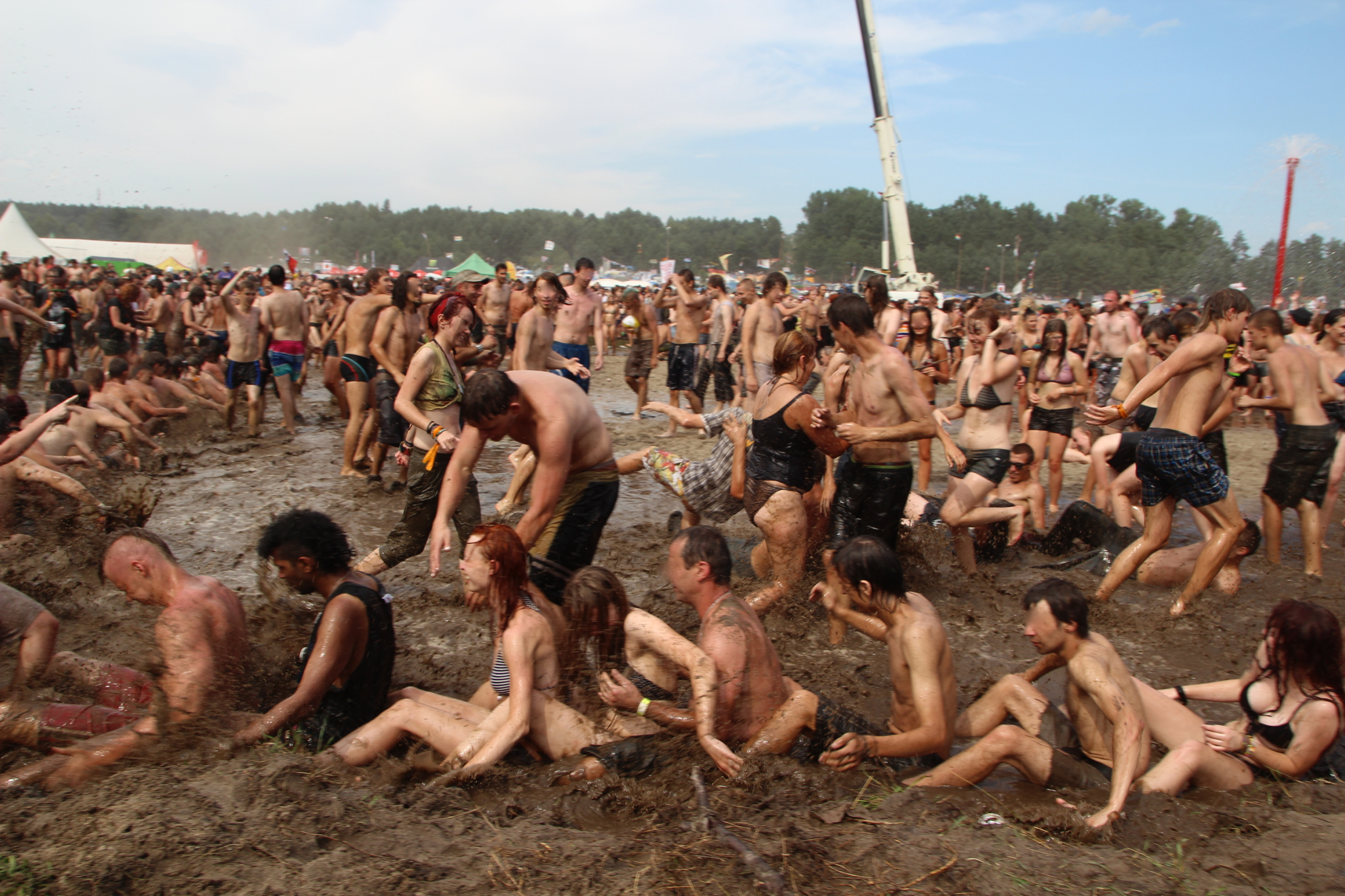
Le bain de boue traditionnel en 2012
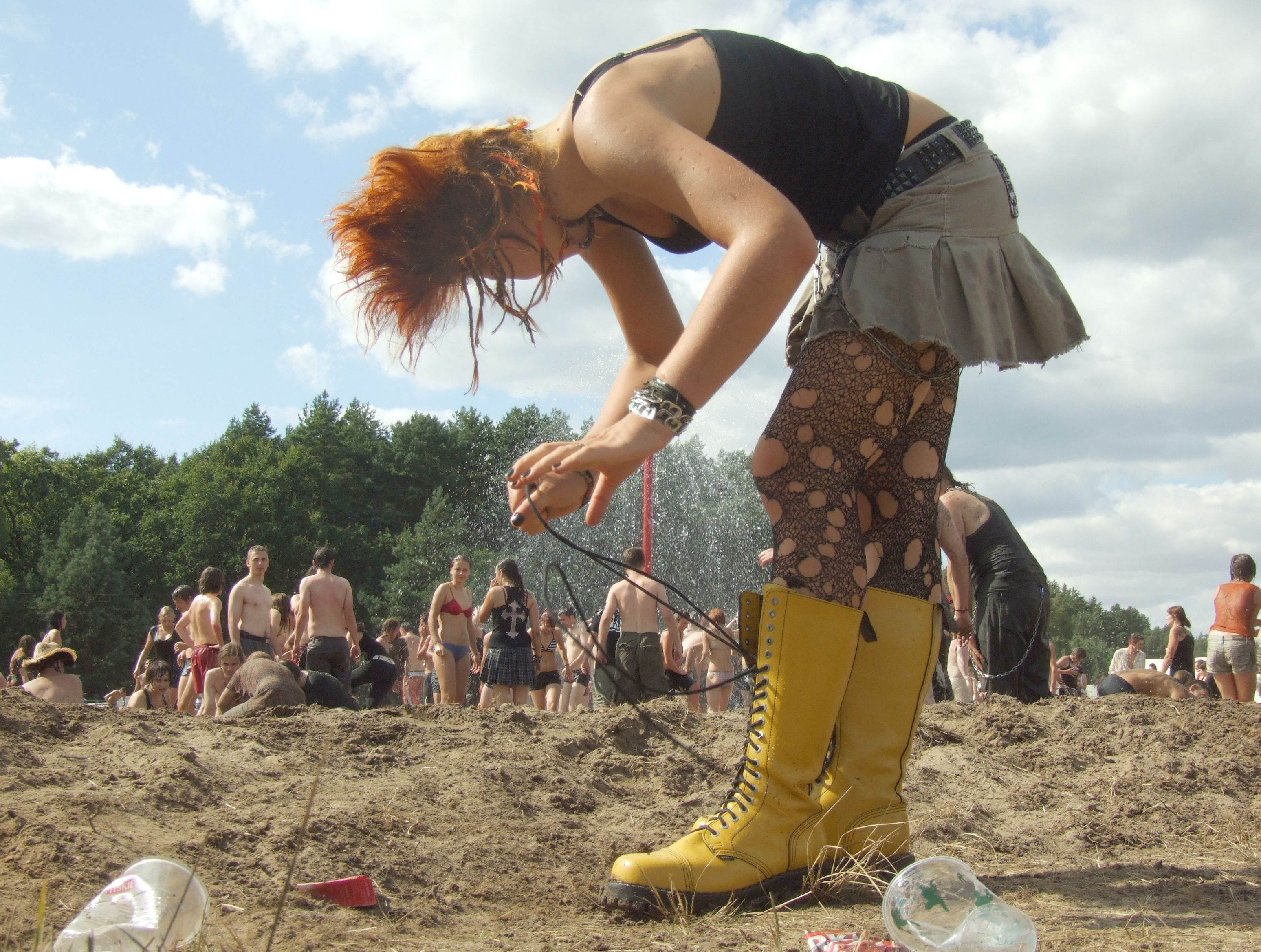
Festivalière en 2009
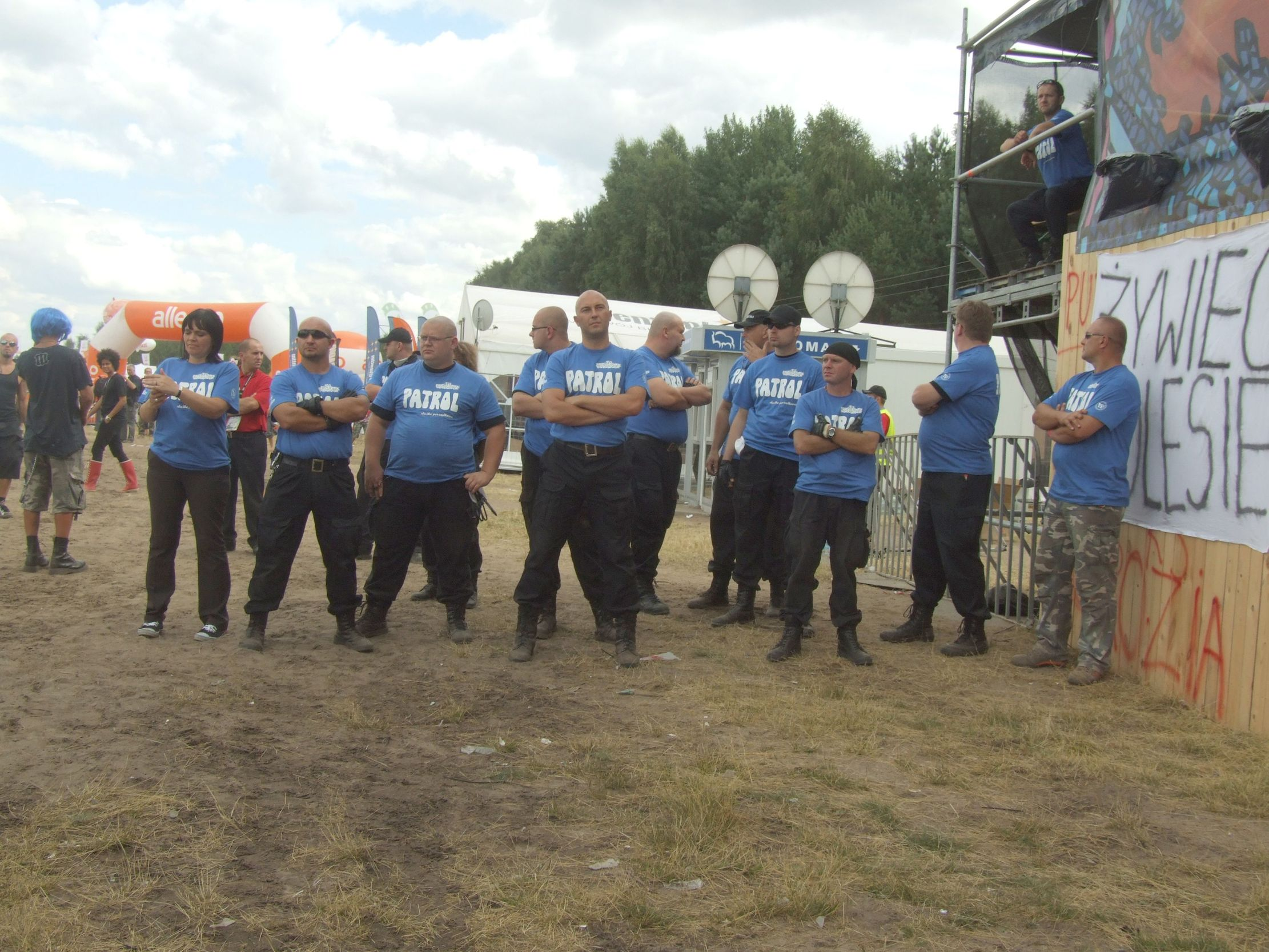
La patrouille en 2010
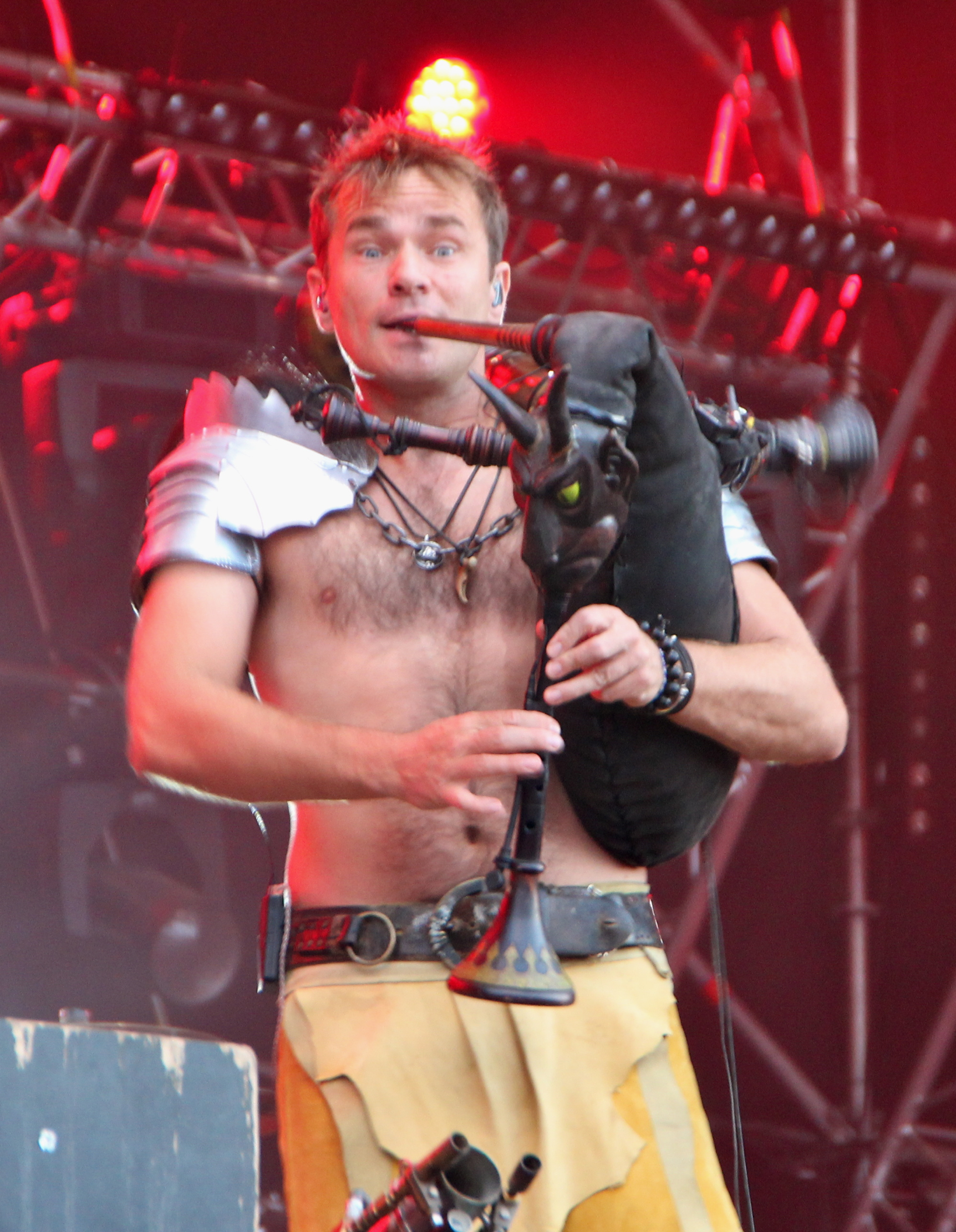
In Extremo en 2012
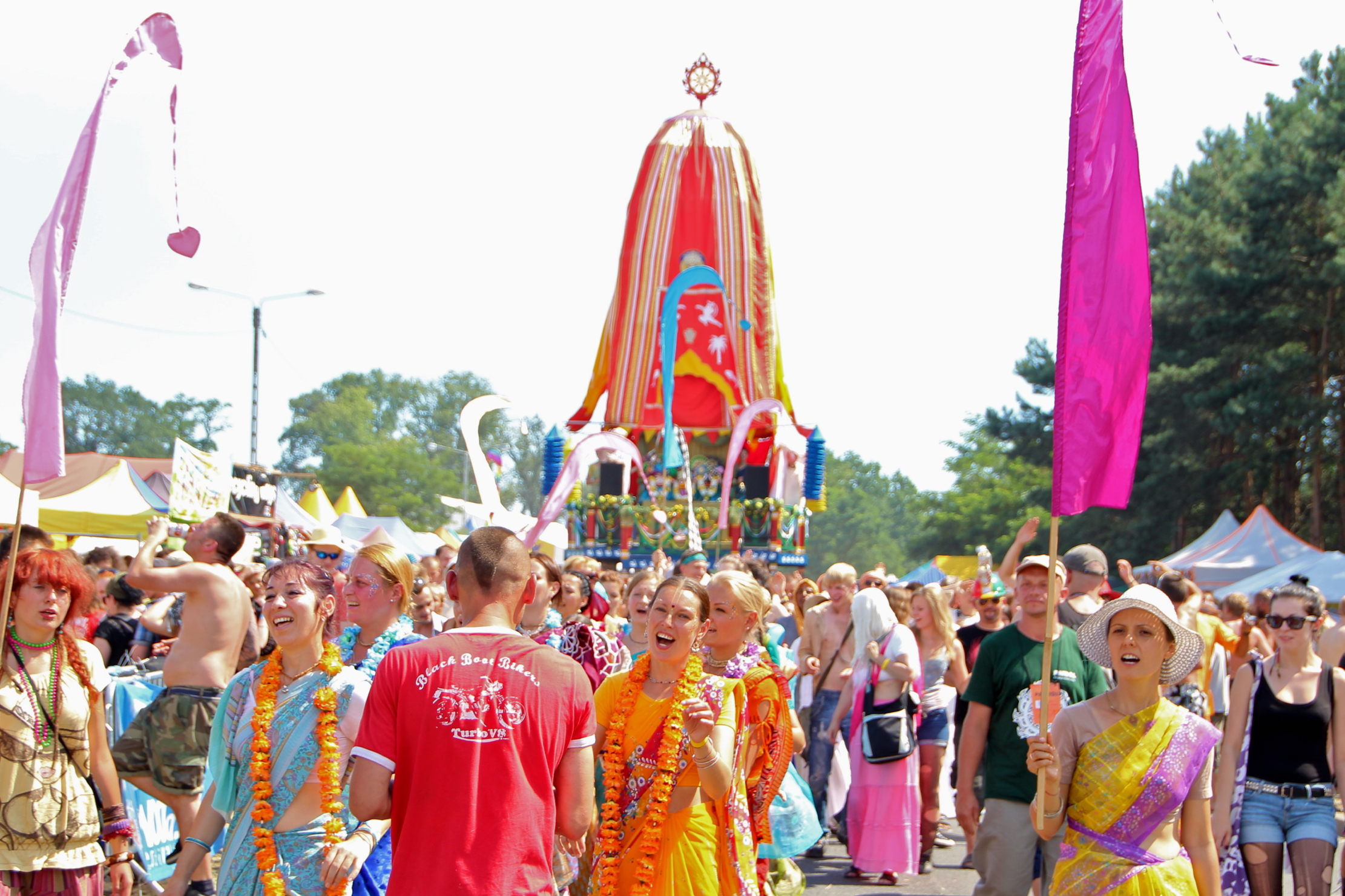
Hare Krishna
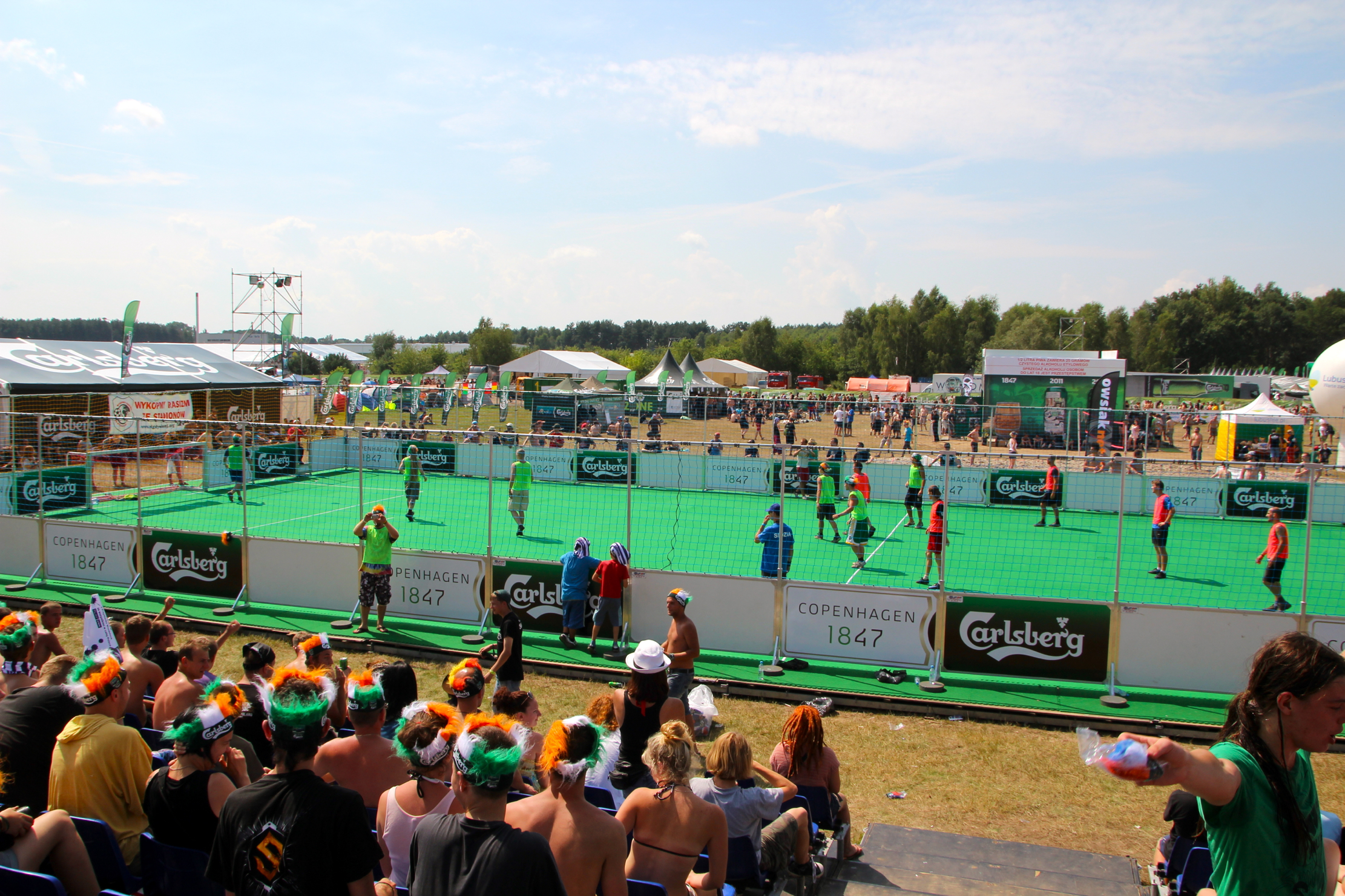
Le terrain de jeu en 2012
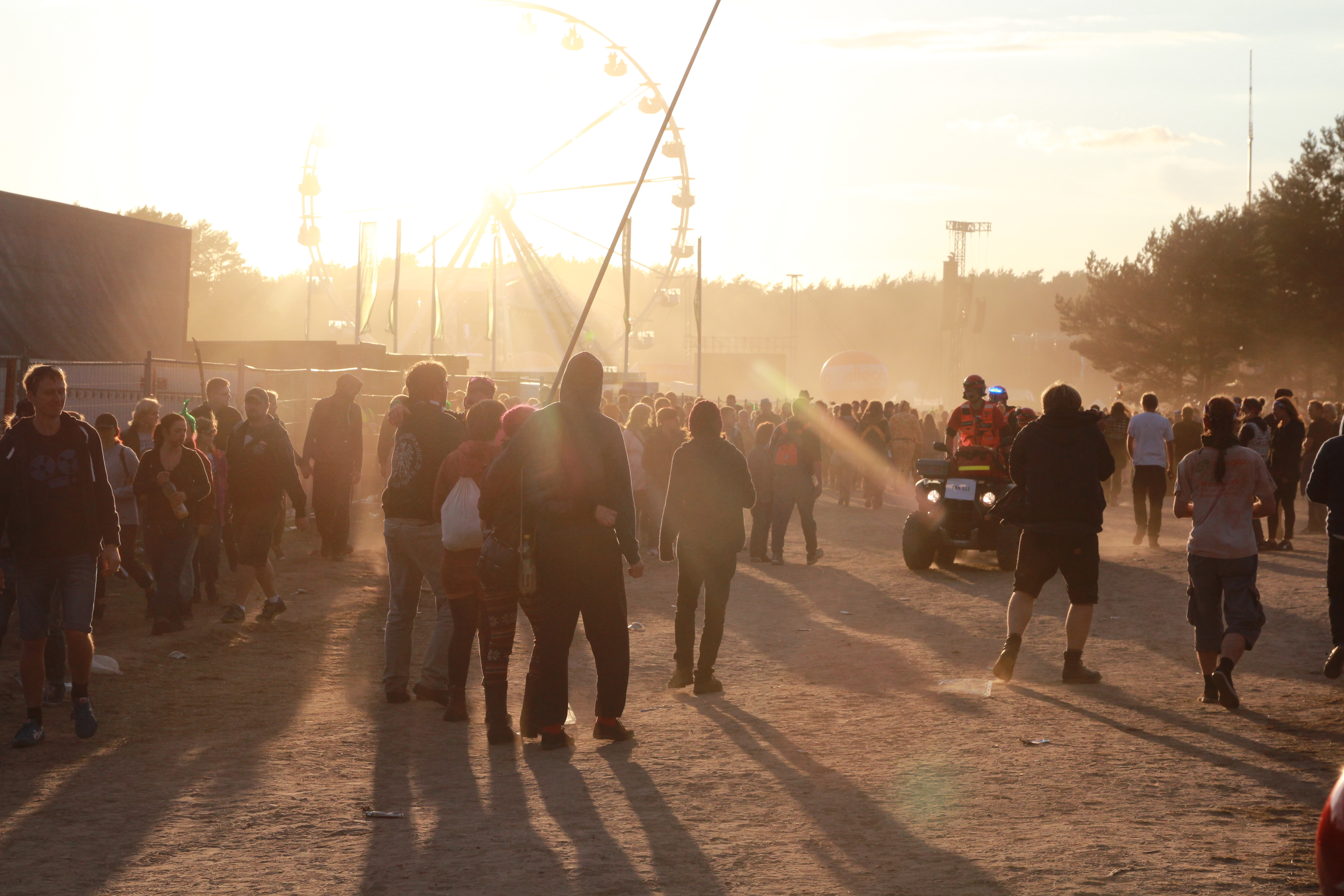
Grande roue en 2015
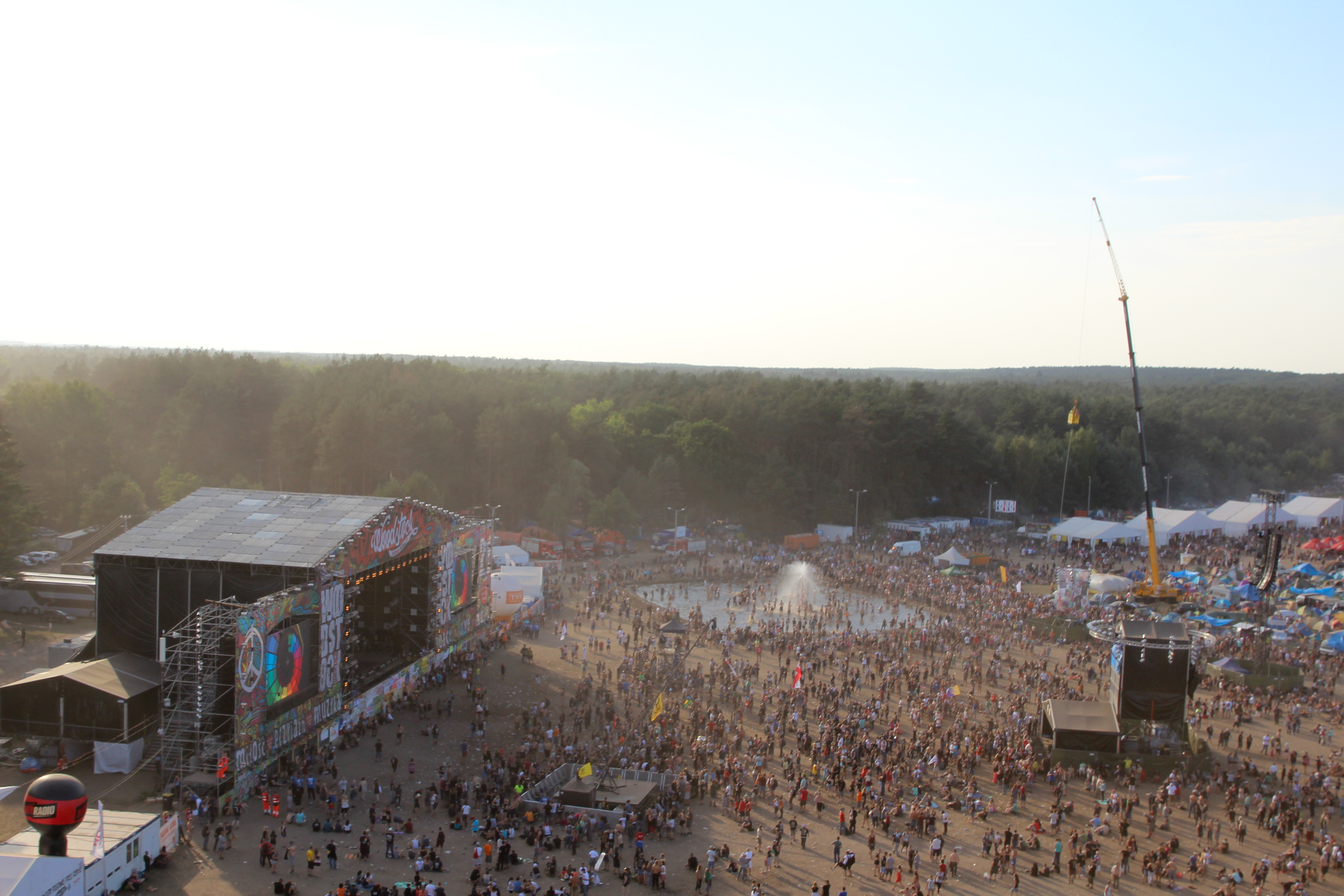
2015